# Hayley Carter
Hayley Carter (ur. 17 maja 1995 w Chattanoodze) – amerykańska tenisistka.

## Kariera tenisowa
29 lipca 2019 zajmowała najwyższe miejsce w rankingu singlowym WTA Tour – 438. pozycję, natomiast 14 czerwca 2021 osiągnęła najwyższą lokatę w deblu – 25. miejsce.
W zawodach cyklu WTA Tour Amerykanka wygrała dwa turnieje w grze podwójnej z ośmiu rozegranych finałów. Triumfowała też w dwóch deblowych turniejach cyklu WTA 125K series z trzech rozegranych finałów. Na swoim koncie ma wygranych dziewięć turniejów deblowych rangi ITF.

## Historia występów wielkoszlemowych
Legenda
     W, wygrany turniej
     F, przegrana w finale
     SF, przegrana w półfinale
     QF, przegrana w ćwierćfinale
     xR, przegrana w x rundzie
     Qx, przegrana w x rundzie kwalifikacji
     A, brak startu
     NH, turniej nie odbył się

### Występy w grze pojedynczej
Hayley Carter nigdy nie startowała w rozgrywkach gry pojedynczej podczas turniejów wielkoszlemowych.
| Sezon                  | 2011 | 2012 | 2013 | 2014 | 2015 | 2016 | 2017 | 2018 | 2019 | 2020 | 2021 |
| ---------------------- | ---- | ---- | ---- | ---- | ---- | ---- | ---- | ---- | ---- | ---- | ---- |
| Ranking na koniec roku | 935  | –    | 751  | 1025 | –    | –    | –    | 554  | 672  | 692  | 903  |

### Występy w grze podwójnej
| Australian Open        | A | A   | A | A    | A | A | A | A   | A  | 3R | 3R | 0 / 2 | 4 – 2 |  |  |  |  |  |  |  |  |  |  |  |  |  |  |
| French Open            | A | A   | A | A    | A | A | A | A   | A  | 3R | 1R | 0 / 2 | 2 – 2 |  |  |  |  |  |  |  |  |  |  |  |  |  |  |
| Wimbledon              | A | A   | A | A    | A | A | A | A   | A  | NH | 1R | 0 / 1 | 0 – 1 |  |  |  |  |  |  |  |  |  |  |  |  |  |  |
| US Open                | A | A   | A | A    | A | A | A | A   | 1R | QF | 1R | 0 / 3 | 2 – 3 |  |  |  |  |  |  |  |  |  |  |  |  |  |  |
|                        |   |     |   |      |   |   |   |     |    |    |    |       |       |  |  |  |  |  |  |  |  |  |  |  |  |  |  |
| Ranking na koniec roku | – | 672 | – | 1048 | – | – | – | 265 | 70 | 35 | 35 | 0 / 8 | 8 – 8 |  |  |  |  |  |  |  |  |  |  |  |  |  |  |

### Występy w grze mieszanej
| Australian Open | A | A | A | A | A | A | A | A | A  | A  | QF | 0 / 1 | 2 – 1 |  |  |  |  |  |  |  |  |  |  |  |  |  |  |
| French Open     | A | A | A | A | A | A | A | A | A  | NH | A  | 0 / 0 | 0 – 0 |  |  |  |  |  |  |  |  |  |  |  |  |  |  |
| Wimbledon       | A | A | A | A | A | A | A | A | A  | NH | 3R | 0 / 1 | 1 – 1 |  |  |  |  |  |  |  |  |  |  |  |  |  |  |
| US Open         | A | A | A | A | A | A | A | A | 2R | NH | 1R | 0 / 2 | 1 – 2 |  |  |  |  |  |  |  |  |  |  |  |  |  |  |
|                 |   |   |   |   |   |   |   |   |    |    |    |       |       |  |  |  |  |  |  |  |  |  |  |  |  |  |  |
|                 |   |   |   |   |   |   |   |   |    |    |    | 0 / 4 | 4 – 4 |  |  |  |  |  |  |  |  |  |  |  |  |  |  |

## Finały turniejów WTA
| Legenda                     | Legenda |
| --------------------------- | ------- |
| Wielki Szlem                |         |
| Igrzyska olimpijskie        |         |
| WTA Tour Championships      |         |
| 2009 – 2020                 |         |
| WTA Premier Mandatory       |         |
| WTA Premier 5               |         |
| WTA Premier                 |         |
| WTA International Series    |         |
| WTA 125K series (2012–2020) |         |
| od 2021                     |         |
| WTA 1000 (obowiązkowe)      |         |
| WTA 1000 (nieobowiązkowe)   |         |
| WTA 500                     |         |
| WTA 250                     |         |
| WTA 125                     |         |

### Gra podwójna 8 (2–6)
| Końcowy wynik | Nr | Data             | Turniej   | Nawierzchnia | Partnerka     | Przeciwniczki                       | Wynik finału      |
| ------------- | -- | ---------------- | --------- | ------------ | ------------- | ----------------------------------- | ----------------- |
| Finalistka    | 1. | 13 kwietnia 2019 | Bogota    | Ceglana      | Ena Shibahara | Zoe Hives Astra Sharma              | 1:6, 2:6          |
| Finalistka    | 2. | 22 września 2019 | Seul      | Twarda       | Luisa Stefani | Lara Arruabarrena Tatjana Maria     | 6:7(7), 6:3, 7–10 |
| Zwyciężczyni  | 1. | 28 września 2019 | Taszkent  | Twarda       | Luisa Stefani | Dalila Jakupović Sabrina Santamaria | 6:3, 7:6(4)       |
| Zwyciężczyni  | 2. | 16 sierpnia 2020 | Lexington | Twarda       | Luisa Stefani | Marie Bouzková Jil Teichmann        | 6:1, 7:5          |
| Finalistka    | 3. | 26 września 2020 | Strasburg | Ceglana      | Luisa Stefani | Nicole Melichar Demi Schuurs        | 4:6, 3:6          |
| Finalistka    | 4. | 13 stycznia 2021 | Abu Zabi  | Twarda       | Luisa Stefani | Shūko Aoyama Ena Shibahara          | 6:7(5), 4:6       |
| Finalistka    | 5. | 27 lutego 2021   | Adelaide  | Twarda       | Luisa Stefani | Alexa Guarachi Desirae Krawczyk     | 7:6(4), 4:6, 3–10 |
| Finalistka    | 6. | 4 kwietnia 2021  | Miami     | Twarda       | Luisa Stefani | Shūko Aoyama Ena Shibahara          | 2:6, 5:7          |

## Finały turniejów WTA 125K series

### Gra podwójna 3 (2–1)
| Końcowy wynik | Nr | Data             | Turniej       | Nawierzchnia | Partnerka     | Przeciwniczki                        | Wynik finału      |
| ------------- | -- | ---------------- | ------------- | ------------ | ------------- | ------------------------------------ | ----------------- |
| Zwyciężczyni  | 1. | 26 stycznia 2019 | Newport Beach | Twarda       | Ena Shibahara | Taylor Townsend Yanina Wickmayer     | 6:3, 7:6(1)       |
| Zwyciężczyni  | 2. | 1 lutego 2020    | Newport Beach | Twarda       | Luisa Stefani | Jessika Ponchet Marie Benoît         | 6:1, 6:3          |
| Finalistka    | 1. | 9 maja 2021      | Saint-Malo    | Ceglana      | Luisa Stefani | Kaitlyn Christian Sabrina Santamaria | 6:7(4), 6:4, 5–10 |